# U-558
| U-558                      | U-558 | U-558 |
| -------------------------- | --- | --- |
|                            | | |
|                            | | |
| U-558 у червні 1942        | | |
| Під прапором               | Третій Рейх | Третій Рейх |
| Спуск на воду              | 23 грудня 1940 року | 23 грудня 1940 року |
| Виведений зі складу флоту  | 20 лютого 1941 року | 20 лютого 1941 року |
| Сучасний статус            | 20 липня 1943 року пошкоджений американським бомбардувальником «Ліберейтор» і потоплений британським «Галіфаксом»                   | 20 липня 1943 року пошкоджений американським бомбардувальником «Ліберейтор» і потоплений британським «Галіфаксом»                   |
| Проєкт                     | | |
| Тип ПЧ                     | Торпедний ДПЧ | Торпедний ДПЧ |
| Розробник проєкту          | Blohm + Voss, Гамбург | Blohm + Voss, Гамбург |
| Вартість                   | 4 439 000 ℛℳ | 4 439 000 ℛℳ |
| Основні характеристики     | | |
| Швидкість (надводна)       | 17,9 вузла | 17,9 вузла |
| Швидкість (підводна)       | 8 вузлів | 8 вузлів |
| Робоча глибина занурення   | 100 м | 100 м |
| Гранична глибина занурення | 220 м | 220 м |
| Автономність плавання      | 8500 миль (15 700 км) на швидкості 10 вузлів (18,6 км/год) (надводна) 80 миль (150 км) на швидкості 4 вузли (7,4 км/год) (підводна) | 8500 миль (15 700 км) на швидкості 10 вузлів (18,6 км/год) (надводна) 80 миль (150 км) на швидкості 4 вузли (7,4 км/год) (підводна) |
| Екіпаж                     | 44—60 осіб | 44—60 осіб |
| Розміри                    | | |
| Довжина найбільша (по КВЛ) | 67,1 м | 67,1 м |
| Ширина корпусу найб.       | 6,2 м | 6,2 м |
| Висота                     | 9,6 м | 9,6 м |
| Середня осадка (по КВЛ)    | 4,74 м | 4,74 м |
| Водотоннажність надводна   | 769 т | 769 т |
| Озброєння                  | | |
| Артилерія                  | 1 × 88-мм палубна гармата SK C/35                                                                                                   | 1 × 88-мм палубна гармата SK C/35                                                                                                   |
| Торпедно- мінне озброєння  | 4 носових і один кормовий ТА 14 торпед або 26 мін TMA                                                                               | 4 носових і один кормовий ТА 14 торпед або 26 мін TMA                                                                               |
| ППО                        | 1 × 20-мм зенітна гармата FlaK 30/38                                                                                                | 1 × 20-мм зенітна гармата FlaK 30/38                                                                                                |

U-558 — німецький підводний човен типу VIIC, що входив до складу Військово-морських сил Третього Рейху за часів Другої світової війни. Закладений 6 січня 1940 року на верфі Blohm + Voss у Гамбурзі. Спущений на воду 23 грудня 1940 року, а 20 лютого 1941 року корабель увійшов до складу 1-ї навчальної флотилії ПЧ ВМС нацистської Німеччини. Єдиним командиром човна був капітан-лейтенант Гюнтер Крех.

## Історія служби
U-558 належав до німецьких підводних човнів типу VII C, найчисленнішого типу субмарин Третього Рейху, яких випущено 703 одиниці. Службу проходив у складі 1-ї навчальної та після завершення підготовки у 1-ї бойовій флотилії ПЧ Крігсмаріне. З червня 1941 до липня 1943 року підводний човен здійснив десять бойових походів в Атлантичний океан, діяв у складі 9 «вовчих зграй», потопив 17 суден противника (93 186 GRT), один допоміжний військовий корабель, військовий траулер, (913 GRT), пошкодив ще два судна (15 070 GRT) та одному завдав тотальних пошкоджень (6672 GRT).
20 липня 1943 року U-558 був атакований у Біскайській затоці при поверненні з десятого бойового походу на базу американськими бомбардувальниками «Ліберейтор»; один він збив з зенітної зброї, але другий пошкодив німецьку субмарину, яку остаточно потопив британський бомбардувальник «Галіфакс». Загинули 41 член екіпажу, командир човна Гюнтер Крех та чотири матроси врятувалися — їх підібрав канадський есмінець «Атабаскан».

## Перелік затоплених U-558 суден у бойових походах
| №                                                        | Дата            | Назва                     | Тип                | Належність      | Водотоннажність (брт) | Вантаж | Конвой        | Результат та координати                                                                 | Наслідки атаки для екіпажу      | Прим.                                                                                 |
| -------------------------------------------------------- | --------------- | ------------------------- | ------------------ | --------------- | --------------------- | --- | ------------- | --------------------------------------------------------------------------------------- | ------------------------------- | ------------------------------------------------------------------------------------- |
| Перший похід (1.06—9.07.1941, 39 діб; Кіль—Брест)        |                 |                           |                    |                 |                       | |               |                                                                                         |                                 |                                                                                       |
| Третій похід (25.08—16.09.1941, 23 доби; Брест—Брест)    |                 |                           |                    |                 |                       | |               |                                                                                         |                                 |                                                                                       |
| 1                                                        | 28 серпня 1941  | Otaio                     | суховантажне судно | Велика Британія | 10 298                | Генеральні вантажі | Конвой OS 4   | потоплено 52°16′ пн. ш. 17°50′ зх. д. / 52.267° пн. ш. 17.833° зх. д.                   | 71 (13 загинуло, 58 вцілілих)   |                                                                                       |
| Четвертий похід (11.10—25.10.1941, 15 діб; Брест—Брест)  |                 |                           |                    |                 |                       | |               |                                                                                         |                                 |                                                                                       |
| 2                                                        | 15 жовтня 1941  | Vancouver Island          | суховантажне судно | Канада          | 9472                  | 3132 тонн генеральних вантажів, 993 тонни міді, 751 тонна алюмінію, 450 тонн цинку, 357 тонн азбесту та 87 тонн сталі                  |               | потоплено 53°37′ пн. ш. 25°37′ зх. д. / 53.617° пн. ш. 25.617° зх. д.                   | 105 (усі загинули)              |                                                                                       |
| 3                                                        | 17 жовтня 1941  | W.C. Teagle               | танкер             | Велика Британія | 9552                  | 15000 тонн флотського мазуту | Конвой SC 48  | потоплений 57°00′ пн. ш. 25°00′ зх. д. / 57.000° пн. ш. 25.000° зх. д.                  | 45 (35 загинули та 10 вцілілих) |                                                                                       |
| 4                                                        | 17 жовтня 1941  | Erviken                   | суховантажне судно | Норвегія        | 6595                  | 9300 тонн фосфатів | Конвой SC 48  | потоплено 56°10′ пн. ш. 24°30′ зх. д. / 56.167° пн. ш. 24.500° зх. д.                   | 38 (22 загинули та 16 вцілілих) |                                                                                       |
| 5                                                        | 17 жовтня 1941  | Rym                       | суховантажне судно | Норвегія        | 1369                  | 570 стандартів лісоматеріалу | Конвой SC 48  | потоплено 57°01′ пн. ш. 24°20′ зх. д. / 57.017° пн. ш. 24.333° зх. д.                   | 21 (усі вціліли)                |                                                                                       |
| Шостий похід (10.02—11.03.1942, 30 діб; Брест—Брест)     |                 |                           |                    |                 |                       | |               |                                                                                         |                                 |                                                                                       |
| 6                                                        | 24 лютого 1942  | Anadara                   | танкер             | Велика Британія | 8009                  | баласт | Конвой ONS 67 | пошкоджений 43°45′ пн. ш. 43°15′ зх. д. / 43.750° пн. ш. 43.250° зх. д.                 | ? (? загинуло та ? вціліли)     | Пошкоджений танкер був затоплений U-587 через кілька годин з усім екіпажем у 62 особи |
| 7                                                        | 24 лютого 1942  | Inverarder                | танкер             | Велика Британія | 5578                  | баласт | Конвой ONS 67 | потоплений 44°34′ пн. ш. 42°37′ зх. д. / 44.567° пн. ш. 42.617° зх. д.                  | 42 (усі вціліли)                |                                                                                       |
| 8                                                        | 24 лютого 1942  | Eidanger                  | танкер             | Норвегія        | 9432                  | баласт | Конвой ONS 67 | потоплений 44°11′ пн. ш. 43°25′ зх. д. / 44.183° пн. ш. 43.417° зх. д.                  | 39 (усі вціліли)                |                                                                                       |
| Сьомий похід (12.04—21.06.1942, 71 доба; Брест—Брест)    |                 |                           |                    |                 |                       | |               |                                                                                         |                                 |                                                                                       |
| 9                                                        | 12 травня 1942  | HMS Bedfordshire (FY 141) | військовий траулер | Велика Британія | 913                   | |               | потоплений 34°10′ пн. ш. 76°41′ зх. д. / 34.167° пн. ш. 76.683° зх. д.                  | 37 (усі загинули)               |                                                                                       |
| 9                                                        | 18 травня 1942  | Fauna                     | суховантажне судно | Нідерланди      | 1254                  | Генеральний вантаж, у тому числі цемент, вироби машинобудування, борошно, сирники, 15 барелів гасу, 5 барелів бензину та 22 тюки пошти |               | потоплено 22°10′ пн. ш. 72°30′ зх. д. / 22.167° пн. ш. 72.500° зх. д.                   | 29 (2 загинули та 27 вціліло)   |                                                                                       |
| 10                                                       | 21 травня 1942  | Troisdoc                  | суховантажне судно | Канада          | 1925                  | Генеральний вантаж, у тому числі цемент                                                                                                |               | потоплено 18°15′ пн. ш. 79°20′ зх. д. / 18.250° пн. ш. 79.333° зх. д.                   | 18 (усі вціліли)                |                                                                                       |
| 11                                                       | 23 травня 1942  | William Boyce Thompson    | танкер             | США             | 7061                  | баласт | Конвой BT 18  | пошкоджений 18°15′ пн. ш. 79°20′ зх. д. / 18.250° пн. ш. 79.333° зх. д.                 | 57 (5 загинуло та 52 вціліли)   |                                                                                       |
| 12                                                       | 25 травня 1942  | Beatrice                  | суховантажне судно | США             | 3451                  | 4549 тонн коричневого цукру |               | потоплено 17°21′ пн. ш. 76°07′ зх. д. / 17.350° пн. ш. 76.117° зх. д.                   | 31 (1 загиблий та 30 вцілілих)  |                                                                                       |
| 13                                                       | 27 травня 1942  | Jack                      | транспортне судно  | США             | 2622                  | 59 000 100-фунтових мішків із цукром                                                                                                   |               | потоплено 17°36′ пн. ш. 74°24′ зх. д. / 17.600° пн. ш. 74.400° зх. д.                   | 60 (37 загинуло та 23 вціліло)  |                                                                                       |
| 14                                                       | 2 червня 1942   | Triton                    | суховантажне судно | Нідерланди      | 2078                  | 3100 тонн бокситів та 60 тонн лісу |               | потоплено 26°00′ пн. ш. 59°34′ зх. д. / 26.000° пн. ш. 59.567° зх. д.                   | 36 (6 загинуло та 30 вціліло)   |                                                                                       |
| Восьмий похід (29.07—16.10.1942, 80 діб; Брест—Брест)    |                 |                           |                    |                 |                       | |               |                                                                                         |                                 |                                                                                       |
| 15                                                       | 25 серпня 1942  | Amakura                   | суховантажне судно | Велика Британія | 1987                  | 2260 тонн генерального вантажу | Конвой WAT 15 | потоплено 17°46′ пн. ш. 75°52′ зх. д. / 17.767° пн. ш. 75.867° зх. д.                   | 44 (13 загинуло та 31 вцілілий) |                                                                                       |
| 16                                                       | 13 вересня 1942 | Suriname                  | суховантажне судно | Нідерланди      | 7915                  | 7440 тонн генерального вантажу, у тому числі 2500 тонн міді та цукру                                                                   | Конвой TAG 5  | потоплено 12°07′ пн. ш. 63°32′ зх. д. / 12.117° пн. ш. 63.533° зх. д.                   | 82 (13 загинуло та 69 вціліло)  |                                                                                       |
| 17                                                       | 13 вересня 1942 | Empire Lugard             | суховантажне судно | Велика Британія | 7241                  | 8842 тонн бокситів | Конвой TAG 5  | потоплено 12°07′ пн. ш. 63°32′ зх. д. / 12.117° пн. ш. 63.533° зх. д.                   | 47 (усі вціліли)                |                                                                                       |
| 18                                                       | 13 вересня 1942 | Vilja                     | танкер             | Норвегія        | 6672                  | баласт | Конвой TAG 5  | зазнав тотальних пошкоджень 12°15′ пн. ш. 62°52′ зх. д. / 12.250° пн. ш. 62.867° зх. д. | 34 (усі вціліли)                |                                                                                       |
| 19                                                       | 16 вересня 1942 | Commercial Trader         | суховантажне судно | США             | 2606                  | 2000 тонн насіння та 1500 тонн марганцевої руди                                                                                        |               | зазнав тотальних пошкоджень 10°30′ пн. ш. 60°15′ зх. д. / 10.500° пн. ш. 60.250° зх. д. | 38 (10 загиблих та 28 вцілілих) |                                                                                       |
| Дев'ятий похід (9.01—29.03.1943, 80 діб; Брест—Брест)    |                 |                           |                    |                 |                       | |               |                                                                                         |                                 |                                                                                       |
| 20                                                       | 23 лютого 1943  | Empire Norseman           | танкер             | Велика Британія | 9811                  | баласт | Конвой UC 1   | потоплений 31°18′ пн. ш. 27°20′ зх. д. / 31.300° пн. ш. 27.333° зх. д.                  | 53 (усі вціліли)                |                                                                                       |
| Десятий похід (8.05—20.07.1943, 74 доби; Брест—загибель) |                 |                           |                    |                 |                       | |               |                                                                                         |                                 |                                                                                       |